# Джеймс Менголд
Джеймс Менголд (англ. James Mangold; нар. 16 грудня 1963, Нью-Йорк) — американський кінорежисер і сценарист. Отримав найбільшу популярність своїми фільмами «Перерване життя» і «Переступити межу», а також «Росомаха» і «Логан» з серії «Людей Ікс». Чотириразовий номінант на премію «Оскар» за режисерську, продюсерську та сценарну роботи над фільмами «Логан» (2017), «Аутсайдери» (2019) та «Боб Ділан: Цілковитий незнайомець» (2024).

## Біографія
Джеймс Менголд народився у 1963 році в Нью-Йорку в єврейській сім'ї відомих американських художників Роберта і Сільвії Менгольд. Після закінчення школи вступив до Каліфорнійського інституту мистецтв. Одним з його викладачів був режисер і теоретик американського кіно Александер Маккендрик, автор таких фільмів, як «Людина в білому костюмі» і «Віскі в достатку!», що займають 58 і 24 місця в списку 100 кращих британських фільмів за 100 років за версією BFI. На третьому році навчання Маккендрік запропонував Менголду одночасно з режисурою вивчати акторську майстерність. Одним з однокурсників Джеймса по театральній школі був Дон Чідл. До 21 року Джеймс Менгольд зняв кілька короткометражних фільмів і отримав пропозицію від студії Волта Діснея з пропозицією стати її штатним сценаристом і режисером. Скоро він розчаровується в цій роботі і повертається в Нью-Йорк.
Джеймс Менголд надходить до Колумбійського університету на відділення кінематографії. Там його наставником був Мілош Форман. 1995 року Менголд дебютує як режисер постановкою стрічки «Товстун» (іноді — «Важкий», англ. «Heavy»), в якій також виступив в ролі сценариста. Фільм отримав Гран-прі, а Менголд — найвищу нагороду за сценарій на Міжнародному фестивалі фільмів для дітей та юнацтва в Гійоні, Іспанія. Крім того, Менголд здобув «Спеціальний приз журі» за найкращу режисуру на кінофестивалі «Санденс», Юта, США, який визнаний ареною нового американського незалежного кіно.
Наступний фільм 1997 року «Поліцейські» хоча і був знятий за участю першокласних і затребуваних артистів (Роберт Де Ніро, Сильвестр Сталлоне, Гарві Кейтель), видатних нагород не завоював. 1999 року Менголд знімає фільм «Перерване життя» з Вайноною Райдер і Анджеліною Джолі. За цей фільм Джолі отримує 4 премії з 8 номінацій на найпрестижніших кінофестивалях світу, включаючи «Оскара» і «Золотий глобус» за кращу жіночу роль другого плану.
Найуспішніші роботи у доробку Менголда — музично-біографічні фільми «Переступити межу» (2005) та «Боб Ділан: Цілковитий незнайомець» (2024), які отримали визнання критиків і велику кількість нагород.
Джеймс Менголд у 1998 році одружився з Кеті Конрад, яка стала йому не лише дружиною, а й діловим партнером: з часу знімання фільму «Поліцейські» вона продюсує практично всі його фільми.

## Фільмографія

### Кіно
| Рік  | Назва                             | Зазначений як | Зазначений як | Зазначений як | Прим.                              |
| Рік  | Назва                             | Режисер       | Сценарист     | Продюсер      | Прим.                              |
| ---- | --------------------------------- | ------------- | ------------- | ------------- | ---------------------------------- |
| 1988 | Олівер і Компанія                 | Ні            | Так           | Ні            | мультфільм                         |
| 1995 | Heavy                             | Так           | Так           | Ні            |                                    |
| 1997 | Поліцейські                       | Так           | Так           | Ні            |                                    |
| 1999 | Перерване життя                   | Так           | Так           | Ні            |                                    |
| 2001 | Lift                              | Ні            | Ні            | Виконавчий    |                                    |
| 2001 | Кейт і Лео                        | Так           | Так           | Ні            | камео у ролі розлюченого режисера  |
| 2003 | Ідентифікація                     | Так           | Так           | Ні            | Співсценарист разом з Майклом Куні |
| 2005 | Переступити межу                  | Так           | Так           | Ні            |                                    |
| 2007 | Потяг на Юму                      | Так           | Ні            | Ні            |                                    |
| 2010 | Лицар дня                         | Так           | Ні            | Ні            |                                    |
| 2013 | Росомаха                          | Так           | Ні            | Ні            |                                    |
| 2017 | Логан                             | Так           | Так           | Виконавчий    |                                    |
| 2017 | Найвеличніший шоумен              | Ні            | Ні            | Виконавчий    |                                    |
| 2019 | Аутсайдери                        | Так           | Так           | Ні            |                                    |
| 2020 | Поклик пращурів                   | Ні            | Ні            | Так           |                                    |
| 2023 | Індіана Джонс 5                   | Так           | Так           | Ні            |                                    |
| 2024 | Боб Ділан: Цілковитий незнайомець | Так           | Так           | Так           |                                    |
| Н/Д  | Зоряні війни: Світанок джедаїв    | Так           | Так           | Ні            | Превиробництво                     |

### Телебачення
| Рік       | Назва                                  | Зазначений як | Зазначений як | Зазначений як       | Прим.                            |
| Рік       | Назва                                  | Режисер       | Сценарист     | Виконавчий продюсер | Прим.                            |
| --------- | -------------------------------------- | ------------- | ------------- | ------------------- | -------------------------------- |
| 1988      | Walt Disney's Wonderful World of Color | Ні            | Так           | Ні                  | Епізод: «The Deacon Street Deer» |
| 1992      | Claymation Easter                      | Ні            | Історія       | Ні                  | телевізійний фільм               |
| 2006-2008 | Men in Trees                           | Так           | Ні            | 36 серій            | Епізод: «Pilot»                  |
| 2012      | NYC 22                                 | Так           | Ні            | Ні                  | Епізод: «Pilot»                  |
| 2012-2013 | Vegas                                  | Так           | Ні            | 21 серія            | Епізод: «Pilot»                  |
| 2015-2017 | Zoo                                    | Ні            | Ні            | 21 серія            | також виконавчий консультант     |
| 2017-2018 | Damnation                              | Ні            | Ні            | 21 серія            |                                  |